# 마일제
마일제(馬日磾, ? ~ 194년)는 중국 후한 말의 정치인이다. 자는 옹숙(翁叔)이며 사례 우부풍 무릉현(茂陵縣) 사람이다. 마융의 족질 혹은 족손 으로서 유학에 공헌하였다. 황제의 권위가 땅에 떨어진 후한 말의 혼란에 휩싸여 말년이 좋지 않았다.

## 생애

### 희평 석경
젊어서부터 마융의 학문을 널리 전하였고 재주와 학식이 있었다. 옛 성현들의 경서가 전래된 지 몹시 오래 되어 잘못된 글자들이 많아졌으므로 후학들이 그릇된 내용을 접할까 걱정한 오관중랑장(五官―) 당계전(堂谿典), 광록대부(光祿大夫) 양사(楊賜), 간의대부(諫議―) 마일제, 의랑(議郞) 채옹·장순(張馴)·한열(韓說), 태사령(太史令) 선양(單颺) 등이 175년(희평 4년) 육경(六經)의 글자를 바로잡을 것을 영제에게 청해 그 허락을 받고 태학 문 밖에 석경(石經)을 세웠다. 채옹, 양표, 한열, 노식 등과 동관(東觀)에 있으면서 《한기》도 손보았다.

### 거듭되는 정변
사성교위(射聲校尉)에서 188년(중평 5년) 7월(음력) 태위로 승진했다가 다음해 4월 면직되었다. 복귀해 태상을 거쳐 191년(초평 2년) 7월(음력) 다시 태위에 임명되었다. 192년 사도 왕윤이 국정을 농단하던 동탁을 주살하고 이를 탄식한 채옹마저 죽이려 했다. 채옹은 한나라의 역사서를 완성할 수 있도록 이마에 글자를 새기고 발꿈치를 도려내는 것으로[黥首刖足] 감형해달라고 빌었다. 마일제도 여러 사대부들과 함께 구명을 청했으나 아무 소용이 없어 주변에 “좋은 사람은 나라의 밑바탕이요 저작은 나라의 전범이거늘 왕윤은 밑바탕을 멸하고 저작을 폐하니 오래 가겠는가”라는 말을 남겼다. 6월(음력) 과연 다시 정변이 일어나 왕윤은 이각 등에게 제거되었다.

### 관동 위무
7월 태부(太傅) 겸 녹상서사(錄尙書事)까지 올랐으며 8월 태복(太僕) 조기와 같이 지절(持節)을 받고 천하를 위무하러 동쪽으로 길을 나섰다. 가는 길에 화흠을 연(掾)으로 삼았다가 서주에 이르러 예장태수로 보냈다. 수춘(壽春)으로 와서는 손책을 회의교위(懷義校尉)로 발탁하였다. 원술에게는 이각의 바람대로 좌장군과 양책후(陽翟侯)를 주었는데 원술이 부절을 빼앗고 자신의 부하들을 징벽하라고 위협하였다. 마일제는 ‘원술의 선대는 대대로 공을 지냈는데 지금은 선비를 천거한답시고 조정의 관리에게 겁을 주며 재촉하는가!’라고 항의했지만 통히기는커녕 구류당하였다. 194년(흥평 원년) 부절을 잃은 굴욕에 괴로워하고 화내다 죽었다. 마일제는 이 일로 인해 공융과 원소에게 비판받았다.

## 삼국지연의
사서가 아닌 소설 《삼국지연의》에는 채옹을 변호하던 대목이 실려있다.

## 같이 보기
- 삼국지 인물 목록

## 참고 문헌
- 지우(摯虞), 《삼보결록주》(三輔決錄注) ; 배송지 주석, 《삼국지》6권 위서 제6 원술에서 인용
- 《후한서》9권 본기 제9 효헌제 유협

| 전임 양사 | 후한의 태상 ? ~ 188년 음력 7월 | 후임 충불 |

| 전임 번릉 | 제65대 후한의 태위 188년 음력 7월 ~ 189년 음력 4월 병오일 | 후임 유우 |

| 전임 조겸 | 제70대 후한의 태위 191년 음력 7월 ~ 192년 음력 7월 경자일 | 후임 황보숭 |